# دهستان خواجه احمد
دهستان خواجه احمد نام دهستانی در بخش مرکزی شهرستان زهک، استان سیستان و بلوچستان در ایران است.

## جمعیت
براساس سرشماری مرکز آمار ایران در سال ۱۳۸۵، جمعیت آن ۹۴۳۵ نفر (۱۹۰۱ خانوار) بوده‌است.